# Азотсодержащие органические соединения
Азотсодержащие органические соединения — весьма обширный класс органических соединений, в состав которых входит  азот.
Азот входит в состав:
- таких природных соединений, как: аминокислоты, нуклеиновые кислоты, белки, гемоглобин, хлорофилл, гормоны, алкалоиды;
- таких искусственных соединений, как: лекарственные средства, удобрения, красители, полимеры.

Азот может входить в состав таких функциональных групп, как:
- нитрогруппа[1]— с  образованием сложных эфиров азотистой кислоты с общей формулой R-O-N=O, называемых органическими нитритами (изоамилнитрит, сосудорасширяющий и понижающий кровяное давление препарат из разряда попперсов). Изомерами органических нитритов являются нитросоединения[1], в которых азот нитрогруппы связан с углеродом. Нитросоединения используют в производстве красителей, лекарственных препаратов, взрывчатых веществ (тетранитрометан, нитробензол, тринитротолуол, нитронафталины);
- нитратогруппа— с  образованием сложных эфиров азотной кислоты и спиртов с общей формулой R-O-NO2, называемых органическими нитратами[1]. Применяются для производства взрывчатых и лекарственных веществ ( нитроцеллюлоза, пироксилин, пентаэритриттетранитрат, нитроглицерин,   динитрат изосорбида);
- аминогруппа—с образованием первичных аминов, как производных аммиака с общей формулой R—NH2. В комбинации с карбоновыми кислотами с образованием  амидов карбоновых кислот[1] с общей формулой R—CO—NH2. В аминокислотах в комбинации с карбоксильной группой;
- R—CN (нитрилы[1]).

## Классификация
Азотосодержащие органические соединения классифицируют по функциональным группам, в состав которых входит азот.
| Общая формула               | Название класса соединения |
| --------------------------- | -------------------------- |
| R-NH2, R-NH-R', R-N(-R')-R" | Амины                      |
| R-CONH2                     | Амиды                      |
| R-CN                        | Нитрилы                    |
| NH2-CHR-COOH                | Аминокислоты               |
| R(C=O)(NH)R'                | Пептиды                    |

## Органические производные аммиака (Амины)
Азот может входить в разнообразные органические производные аммиака (NH3), которые носят название  амины. В аминах азот связан с углеродом. Углеводородные радикалы могут замещать в аммиаке:
- один атом водорода  с образованием первичных аминов общей формулы R—NH2  (метиламин);
- два атома водорода с образованием вторичных аминов  общей формулы R1—NH—R2 (диметиламин);
- три атома водорода с образованием третичных аминов общей формулы NR1R2R3 (триметиламин, уротропин[3]).

По характеру радикалов амины делятся на:
- алифатические (простейший —метиламин, природные— путресцин и кадаверин), используются в производстве агрохимикатов (особенно, гербицидов), красителей, лекарств, поверхностно-активных веществ, пластиков и т. д;
- ароматические (анилины, природные—фенилэтиламины);
- смешанные (анилиды).

Важнейший представитель ароматических аминов—анилин.
Важнейшие природные соединения, содержащие азот в экзоциклическом положении — фенилэтиламины (мескалин, серотонин, дофамин) также обычно относят к аминам, не к алкалоидам.

#### Производные третичных аминов (Оксиды аминов)
К производным третичных аминов относятся оксиды аминов, имеющие большое значение в качестве поверхностно активных веществ, используемых в  шампунях, кондиционерах, моющих и чистящих средствах.
Представители: триметиламиноксид (природное вещество), метаболиты лекарств и психоактивных веществ, например никотина, морфина.

## Азотосодержащие  гетероциклы
В азотосодержащих гетероциклах, играющих важную роль в природе, азот соединён с углеродом в цикле. Это обуславливает наличие комбинации свойств аминов и циклов. Важнейшие представители азотосодержащих гетероциклов—алкалоиды, азины (пиридин,  пиримидин), пиррол, пурин. К алкалоидам не относят аминокислоты, нуклеотиды, аминосахара и их полимеры .

## Азотистые аналоги альдегидов и кетонов (Имины)
Азотистые аналоги альдегидов  и кетонов называются иминами.
N-оксиды иминов называют нитронами.
Азотсодержащие органические соединения в Википедии: